# Eusomus
Genre
Eusomus est un genre de coléoptères de la sous-famille des Entiminae (famille des Curculionidae).

## Description
Les espèces de ce genre de petits charançons possèdent des pattes fines et longues et des antennes très longues. Les élytres se terminent en formant une pointe à l'apex. Les espèces du genre Eusomus sont recouvertes d'écailles vertes ou dorées et de minuscules poils hérissés.

## Écologie
Les larves polyphages vivent dans la terre. L'imago est également polyphage, mais la plupart de ces charançons adultes préfèrent se nourrir d’Artemisia absinthium.

## Liste des espèces
Selon GBIF (1er octobre 2023) :
- Eusomus affinis Lucas, 1849
- Eusomus angusticollis Lucas, 1854
- Eusomus koenigi Desbrochers des Loges, 1904
- Eusomus ovulum Germar, 1823
- Eusomus persicus Desbrochers des Loges, 1904
- Eusomus phytonius Gistel, 1857
- Eusomus planidorsum Desbrochers des Loges, 1904
- Eusomus richteri Motschulsky, 1845
- Eusomus stierlini Schilsky, 1912

## Systématique
Le nom valide complet (avec auteur) de ce taxon est Eusomus Germar, 1823.
Eusomus a pour synonymes :
- Chrysoloma Dejean, 1821
- Eusomatus Dejean, 1821
- Eusomatus Sturm, 1826
- Eusommatus Lacordaire, 1863
- Eustomum Gistel, 1856
- Hallucinatrix Gistl, 1848